# Roy Ash
Roy Lawrence Ash (* 20. Oktober 1918 in Los Angeles; † 14. Dezember 2011) war ein US-amerikanischer Wirtschaftsmanager, Unternehmer und Regierungsbeamter, der zwischen 1973 und 1975 Direktor des Office of Management and Budget (OMB) war.

## Leben
Ash, Sohn von Charles K. Ash und Fay E. Dickinson, war zwischen 1936 und 1942 bei der Bank of America tätig. 1942 trat er während des Zweiten Weltkrieges in das US Army Air Corps und schied 1947 als Captain aus dem aktiven Militärdienst. Daneben absolvierte er ein Studium im Fach Management an der Business School der Harvard University und schloss dieses 1947 mit einem Master of Business Administration (MBA) ab. Im Anschluss war er zwischen 1947 und 1949 abermals für die Bank of America tätig sowie daraufhin von 1949 bis 1953 als Chief Financial Officer (CFO) des Flugzeugbauunternehmens Hughes Aircraft. 1953 war er Mitgründer des Unternehmens Electro-Dynamics Corporation sowie zwischen 1961 und 1972 Präsident des Verteidigungsunternehmens Litton Industries.
Am 2. Februar 1973 wurde Ash von US-Präsident Richard Nixon als Nachfolger von Caspar Weinberger zum Direktor des Office of Management and Budget (OMB) berufen und bekleidete dieses auch unter Nixons Nachfolger Gerald Ford bis zum 3. Februar 1975, woraufhin James Thomas Lynn sein Nachfolger wurde. Danach war er von 1976 bis 1981 Präsident von Addressograph-Multigraph (AM International) und zugleich zwischen 1979 und 1985 Vorstandsmitglied der US Chamber of Commerce. Zugleich war er von 1980 bis 1985 Vize-Vorsitzender des Organisationskomitees für die Olympischen Sommerspiele 1984 in Los Angeles.
Ash heiratete am 13. November 1943 Lila Marie Hornbeck und war mit ihr bis zu seinem Tode verheiratet. Aus dieser Ehe gingen die drei Söhne Charles, James und Robert, sowie die beiden Töchter Loretta Danko und Marilyn Hanna hervor. Ash verstarb an den Folgen der Parkinson-Krankheit.